# Atentado de la iglesia de Owo
El 5 de junio de 2022, en una iglesia católica situada en la ciudad de Owo, en el estado de Ondo, Nigeria, un atentado que incluyó un ataque con bomba y disparos dirigidos a la gente, causó la muerte de más de 40 personas. El atentado de la iglesia de Owo tuvo lugar un domingo, durante la celebración de Pentecostés, cuando un grupo de pastores fulanis perpetó un ataque con armas de fuego contra los feligreses de la Iglesia de San Francisco Javier. El ataque se llevó a a cabo mientras se celebraba la misa que conmemora la Solemnidad de Pentecostés, dejando al menos 50 muertos y muchos heridos. La masacre fue repudiada tanto por la Iglesia Católica, que negó el secuestro de los sacerdotes como por el gobierno nigeriano al cual se le ha recriminado la ola de violencia que asola el país.
Nigeria es una nación que sufre de una fuerte tensión religiosa y enfrentamientos entre cristianos y musulmanes. Los musulmanes son mayoría en el norte del país y grupos terroristas como Boko Haram secuestran cristianos de todas las denominaciones y buscan implantar la sharia en todo el país; sin embargo, los líderes musulmanes tradicionales como el sultán de Sokoto han hecho llamados por la paz y denuncian la corriente wahabista del islam, en contraste a la tradición sufista del islam nigeriano. Los cristianos en cambio son mayoría en el sur del país, donde los misioneros y los colonizadores europeos tuvieron mayor presencia.
Si bien la Iglesia Católica es la religión mayoritaria entre los igbo, es una denominación popular en toda Nigeria. La ciudad de Owo se encuentra dentro de la región de Yorubalandia, patria del pueblo yoruba, esto ha llevado a pensar a algunos sacerdotes que el ataque se debe a conflictos políticos por la tierra y no a una guerra religiosa entre el cristianismo y el islam. Sin embargo, el homicidio acaecido en mayo de una cristiana por presunta blasfemia pone en tela de juicio tales declaraciones y supone un recrudecimiento de la violencia religiosa en Nigeria.

## Antecedentes
Tras la derrota del Califato de Sokoto por parte de los británicos se puso fin a las denominadas Yihads Fulani. En 1914, una década después de la victoria británica se fusionaron el Protectorado del Norte de Nigeria y el Protectorado del Nigeria del Sur, fusionando a su vez dos poblaciones distintas: un norte musulmán y recién conquistado contra un sur donde predominaban las religiones tradicionales y el cristianismo que llevaba varias décadas bajo control europeo. Tras la derrota de Alemania en la Primera Guerra Mundial, el Reino Unido anexaría el norte de la colonia de Camerún, la cual hoy forma parte de Nigeria y cuya cultura es a su vez muy distinta del norte musulmán.[cita requerida]
Las notables diferencias entre el norte y el sur terminarías estallando tras la independencia de la nación con una masacre contra los igbos en 1966 que llevaría la conocida Guerra de Biafra donde el sur de mayoría igbo y cristiana intentaría alcanzar la independencia. La victoria del Estado Nigeriano conllevó a la expulsión de los misioneros extranjeros, no obstante, lejos de decaer, las comunidades cristianas entre ellas los católicos crecieron en número y se fortalecieron en el sur, eso sí, sin olvidar las fuertes tensiones con los pastores fulanis de mayoría musulmana.
La expansión de la Iglesia Católica a otras regiones de Nigeria ha conllevado a una nueva convivencia entre cristianos y musulmanes, con mayor o menor tensión según la región.